# Filant (fill d'Antíoc)
D'acord amb la mitologia grega, Filant (en grec antic Φύλας) va ser un rei d'Èfira, fill d'Antíoc, que al seu torn era net de Filant, rei dels driops.
Casat amb Lipèfile, filla de Iolau, fou pare d'Hípotes i de Tero.